# Millena
Millena, antigamente conhecido como Billeneta ou Billena del Travadell, é um município da Espanha na província de Alicante, Comunidade Valenciana. Tem 9,77 km² de área e em 2021 tinha 242 habitantes (densidade: 24,8 hab./km²).

## Demografia
| Variação demográfica do município entre 1991 e 2004 | Variação demográfica do município entre 1991 e 2004 | Variação demográfica do município entre 1991 e 2004 | Variação demográfica do município entre 1991 e 2004 |
| --------------------------------------------------- | --------------------------------------------------- | --------------------------------------------------- | --------------------------------------------------- |
| 1991                                                | 1996                                                | 2001                                                | 2004                                                |
| 135                                                 | 157                                                 | 178                                                 | 175                                                 |